# Niño de los azotes

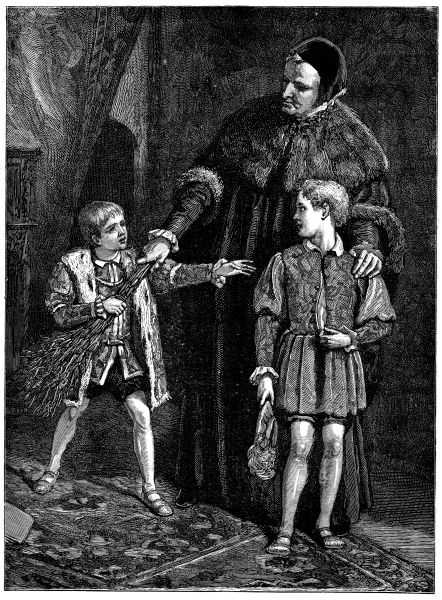
"Eduardo VI y su niño de los azotes, ilustración por Walter Sydney Stacey en 1882.

Un niño de los azotes es un niño azotado en lugar de otro. Ejemplos históricos hay en la nobleza a principios de la Europa Moderna. El niño de los azotes era educado junto a un noble, que recibía el castigo corporal en lugar del noble. Esto se hacía porque no se podía castigar al príncipe o rey niño porque su estatus real excedía el de su tutor o el padre del niño noble había prohibido al tutor castigarle. Se esperaba que ver a un amigo castigado por su ofensa proporcionaría motivación para no repetir la ofensa. Célebre el caso del niño de los azotes de Eduardo VI. Esto no se restringe a los nobles, hay ejemplos de niños de los azotes en sociedades esclavistas como la china imperial y en EE. UU. en el siglo XIX. En la actualidad se han reportado casos en la esclavista Mauritania.
En inglés actual, un "whipping boy" (Niño de los azotes) es una metáfora que puede tener un significado similar a chivo expiatorio. También pueden referirse a alguien que suele pagar las culpas de otro o a una víctima de acoso grupal. Un proverbio que captura una idea similar es "golpear a un perro antes que a un león".

## Ejemplos históricos
Los miembros de la realeza a los que se les dio niños de los azotes incluyen:
- Conrado IV, rey de Jerusalén y más tarde de Italia (1228–1254) tuvo doce compañeros que fueron golpeados en vez de él, por sus tutores, según el Cento Novelle Antiche (c. 1300), de modo que "el rey Conrado tuvo mucho cuidado de no actuar mal, por lástima a ellos".[7][8] Alessandro d'Ancona ve un antecedente de la anécdota de Conrado IV en la fábula de Fedro "El buey y el buey viejo".[9]
- Henry FitzRoy, hijo ilegítimo de Enrique VIII de Inglaterra (1519-1536), tuvo un ujier (portero real) que, en ocasiones era castigado en vez de él. El tutor Richard Croke se denunció en 1527 al ujier del duque de Richmond: George Cotton, de que deterioraba la autoridad de Croke. Los cargos fueron retirados, y en el descargo se refería a «aquellos niños cuyo castigo era necesario para disuadir a su principesco pupilo de la repetición de sus faltas», y afirmaban que era indecoroso que Croke le azotara en presencia del duque de Richmond.[10][11]
- El joven Eduardo VI de Inglaterra (1537–1553) tenía un amigo llamado Barnaby Fitzpatrick (c.1535–1581) que fue enviado como rehén por su padre, el primer barón. La Historia de la Iglesia de Gran Bretaña de Thomas Fuller se refiere a Fitzpatrick como el "proxy for correction" (representador de la corrección) de Eduardo IV. Esto no implica que Eduardo no haya sido nuca azotado. Richard Cox, tutor de Eduardo, relata, en su diario que le castigó.[12] Konrad Heresbach en De Educandis Erudiendisque Principum Liberis (1592) relató que en Londres en 1547 el joven rey pronunció blasfemias aprendidas de un compañero de juego (sin nombre), el amigo fue azotado en su presencia y se le advirtió al joven Eduardo que merecía similar castigo.[2]
- El futuro Federico IV de Liegnitz, duque de Legnica (1552–96) tenía un amigo llamado Hans von Schweinichen (1552–1616) descrito como el "Prügeljunge" por Gustav Freytag,[13] popularizando el concepto en Alemania. Las memorias de Schweinichen no cuentan acontecimiento parecido.
- El futuro Carlos I de Inglaterra (1600-1649), tenía un compañero de estudios llamado William Murray (c.1600-55) era "paje y niño-de-los-azotes", según Historia de mi propio tiempo (1723) de Gilbert Burnet.[14][15][16][17] El tío de William, Thomas Murray, fue el tutor de ambos niños.[18] Como rey, Carlos I nombró a William como Cortesano de alcoba (Groom of the Bedchamber).[19]
- El joven Luis XV de Francia (1710–1774) fue provisto por su institutriz Madame de Ventadour con compañeros de juego de su misma edad, incluido el hijo de un zapatero de Versalles apodado hussard (húsar) por el disfraz que llevaba.[20] Marie, marquesa de Deffand escribió en 1769 que este niño era castigado en lugar del niño rey, de donde la víctima de cualquier acosador era coloquialmente llamada hussard.[21] Pese a eso, Luis XV siguió descuidando sus estudios.[22]
- Los príncipes imperiales chinos de la dinastía Qing (1644-1912) tenían asistentes de las ocho banderas denominados por el término manchú haha juse o ha'hachutsze (En chino 哈哈珠子). Al principio, este término se refería a jóvenes educados junto al príncipe, y más tarde a su "compañero de lectura" y guardaespaldas.[23] Fueron influyentes en el reinado de Kangxi (1661-1722) pero posteriormente perdieron su estatus. En 1876, el Heraldo del Norte de China comentó sobre el anuncio en la Gazeta de Pekín sobre el comienzo de la educación del Emperador Guangxu que tenía 5 años: «El próximo nombramiento que se hará será del niño que, según la costumbre imperial manchú, comparte los estudios de Su Majestad bajo el nombre de ha'hachutsze, en calidad de souffre-douleur o "niño-de-los-azotes". Cada vez que el Hijo del Cielo es travieso o distraído el ha'hachutsze es golpeado o desgraciado».[24]

Que alguien representara a otro en recibir un castigo era común en la época. Por ejemplo en los autos de fe se quemaba una efigie del que representara al condenado en caso de no encontrarse. Otro caso es el de los prelados católicos franceses Arnaud d'Ossat (1537–1604) y Jacques Davy Duperron (1556–1618) azotados simbólicamente por el papa Clemente VIII en 1593 para expiar a Enrique IV de Francia (1553-1610) quien había retornado al catolicismo.

## Polémica
Es polémico que haya existido como institución, siendo más probable que haya sido un método de castigo ocasional. Por ejemplo, el rey Eduardo VI tenía un amigo que ocasionalmente era escarmentado en vez de él, pero eso no eximia que fuera castigado.
La polémica es antigua. Algunos decían que era un privilegio exclusivo de la sangre real como Hartley Coleridge que escribió en 1852, «ser azotado por representación (Azotaban a alguien en representación al que cometió la falta, momento en el cual el infractor se considera como azotado) era privilegio exclusivo de la sangre real... este era muy codiciado por niños de la nobleza pobre, como primer paso en la escalera de la preferencia»
Otros tildan el asunto como mítico como John Gough Nichols que escribió en 1857, «todo el asunto es algo fantasioso, y aunque ciertos castigos indirectos o más bien minadores pueden haber sido adoptados ocasionalmente, no parece probable que alguna persona entre los miembros de la escuela del Rey haya sido seleccionada de manera uniforme, ya sea que él sea culpable o no, como la víctima o chivo expiatorio de los delitos menores reales».
También es polémica su utilidad. Algunos veían los azotes como inapropiados para un príncipe, mientras que otros veían los azotes como el método de educación adecuado. Actualmente se ve como un método injusto para hacer escarmentar al estudiante. El método mostró su efectividad en casos como el de Conrado IV de Jerusalén, y Carlos I de Inglaterra, mientras que mostró no ser muy eficaz en casos como el de Luis XV de Francia.
Los azotes fueron criticados por el renacentista Erasmo en "La educación del príncipe cristiano" (1516) y "Declamatio de pueris statim ac liberaliter instituendis" (1530) mencionan lo inapropiado del castigo físico a los príncipes, pero no menciona que se deba castigar a un representante en su lugar.
Algunos afirmaban que el método funcionaba de buena manera como John Donne en 1628 «A veces, cuando los hijos de grandes personajes ofenden en la escuela, otra persona es azotada por ellos, y eso los afecta, y funciona de buena manera; pero si esa persona tomará la medicina por ellos en una enfermedad, no les haría ningún bien»
Con la llegada de la Edad Contemporánea la percepción del método se veía como extraño como decía Jacques-Antoine Dulaure en 1825 que calificaba al método como “extraño”, "algo bárbaro", e "inicuo".

## En la literatura
La obra de 1604 de Samuel Rowley, When You See Me You Know Me representa la infancia del futuro Eduardo VI. Cuando él se salta la clase para jugar al tenis, Edward "Ned" Browne es enviado a la capilla y es azotado por el tutor. Cranmer dice: "Ya que fue azotado así por las fallas del príncipe/ Su Gracia tiene más conocimiento en un mes/ de lo que había logrado un año antes,/ ya que aún es el niño temeroso, para salvar su nalga,/ lo persigue cada hora, a donde quiera que vaya". El príncipe habla al rey Enrique VIII que caballero Ned: "fue ominosamente herido en las partes traseras, como puede mostrarlo la cicatriz, si su caballerosidad permitiera verlo". Ned espera que los tutores se abstengan de azotar a un caballero, a lo que el bufón responde: "Si lo hacen, le convertirá en un señor, y luego no se atreverán". Esta obra puede que haya arraigado el concepto del niño de los azotes (proxy for correction) en Inglaterra.
El primer testimonio de la palabra "whipping boy" en el Oxford English Dictionary data de 1647, y es un comentario bíblico a 1 Tim 5:20: "Esos presbíteros que pecan probablemente ... y los que fueron condenados por dos o tres testigos...: Reprender antes de todo, pero no como si estuvieran azotando niños (yet not as if they were whipping boyes)".
En el Gil Blas (1715) de Alain-René Lesage, cuando el marqués de Leganez prohíbe que los tutores de su hijo lo golpeen, don Raphael es azotado en su lugar: "un dispositivo muy ingenioso, para mantener a este problemático joven señor con asombro, sin ir contra los mandatos su tonto padre".
En The Fortunes of Nigel (1822) de Walter Scott describe a Malagrowther, el niño de los azotes ficticio del joven Jacobo VI de Escocia (más tarde también Jacobo I de Inglaterra): "Bajo la severa regla de George Buchanan, quien no aprobó el modo vicario de castigo, James soportó la pena por sus propias faltas, y Mungo Malagrowther disfrutó de la sinecura; pero el otro pedagogo de James, el Maestro Patrick Young, fue más ceremonioso al trabajar, y horrorizó el alma misma del joven rey por las flagelaciones que realizaba al niño de los azotes, si la tarea real no se realizaba adecuadamente".
En la novela de Mark Twain de 1881, El príncipe y el mendigo, la mascarada del mendigo como Eduardo VI es ayudada por la información del niño de los azotes del príncipe, hijo y homónimo del difunto Sir Humphrey Marlow, un "Teniente principal" en la casa de Enrique VIII. Twain escribió: "Jacobo I y Carlos II tenían niños de los azotes, cuando eran pequeños, para recibir su castigo cuando se quedaban cortos en sus lecciones; así que me he aventurado a proporcionarle a mi pequeño príncipe uno, para mis propios propósitos".
The Whipping Boy de Sid Fleischman, que ganó la Medalla Newbery de 1987 para libros infantiles, cuenta sobre el malvado Príncipe Horacio que aprende humildad en una aventura con su niño de los azotes, un cazador de ratas llamado Jemmy.
En la serie de fantasía de George R. R. Martin, A Song of Ice and Fire, publicada a partir de 1991, los personajes Tommen Baratheon y Joffrey Baratheon tienen un niño de los azotes llamado Pate.

## Esclavitud moderna
Algunos relatos de la esclavitud moderna incluyen casos de esclavos castigados por los delitos del hijo de un amo. En el siglo XIX en el sur de China, James L. Watson observó un ejemplo entre los esclavos que servían como compañeros de estudio para los candidatos a los exámenes imperiales.
En el ensayo de no ficción de 2017 de Alex Tizon " My Family's Slave", la madre de la autora relata un incidente de la década de 1940 en el que, atrapada en una mentira, hizo que Lola, la sirvienta titular, recibiera el castigo de 12 latigazos del cinturón de su padre.
Biram Dah Abeid ha alegado que los esclavos en Mauritania son utilizados como souffre douleurs (Niños de los azotes).

### Citas
1. ↑  The magazine of art vol.6 p.133
2. 1 2  Heresbach, Conrad (1592). «Cap. 19. De Continentia». De Educandis Erudiendisque Principum Liberis (en latin). Frankfurt. pp. 117-118. Consultado el 11 de enero de 2018.; Cited and translated in Bushnell 1996 p.54
3. 1 2  Watson, James L. (1980). «Transactions in people: the Chinese market in slaves, servants, and heirs». Asian and African systems of slavery. University of California Press. p. 223–250: 237–238. ISBN 9780520040311. Consultado el 16 de abril de 2019.
4. 1 2  Tizon, Alex (June 2017). «My Family's Slave». The Atlantic. ISSN 1072-7825. Consultado el 16 de abril de 2019. «One day during the war Lieutenant Tom came home and caught my mother in a lie—something to do with a boy she wasn’t supposed to talk to. Tom, furious, ordered her to “stand at the table.” Mom cowered with Lola in a corner. Then, in a quivering voice, she told her father that Lola would take her punishment. Lola looked at Mom pleadingly, then without a word walked to the dining table and held on to the edge. Tom raised the belt and delivered 12 lashes, punctuating each one with a word. You. Do. Not. Lie. To. Me. You. Do. Not. Lie. To. Me. Lola made no sound.»
5. 1 2  «Biram Dah Abeid – prix des Droits Humains de l'ONU» (en fr-FR). Biram Dah Abeid. Consultado el 16 de abril de 2019.
6. ↑  Wesselski 1928, p.127 [German equivalent: "den Hund vor dem Löwen schlagen"]; Chaucer, Geoffrey (1990).  Donald C. Baker, ed. The Squire's Tale. Variorum Edition of the works of Chaucer. Part 2 : The Canterbury Tales ; Volume 12. University of Oklahoma Press. pp. 215-216, fn. 490-91. ISBN 9780806121543. Consultado el 14 de enero de 2018.
7. ↑  «XLVIII: Here it is told of King Conrad, father of Conradin». Il novellino, the Hundred old tales. Broadway Translations. New York: E.P. Dutton & Co. 1925. pp. 119-120.
8. 1 2  Wesselski 1928 pp.126–127
9. ↑  d'Ancona, Alessandro (1880). Studj di critica e storia letteraria (en italiano). Bologna: N. Zanichelli. pp. 318-319.;
Babrius; Phaedrus (1965). «Phaedrus No. 12 : The Bullock and the Old Ox». Fables. Loeb Classical Library (en english, Latin) 436. Cambridge, MA: Harvard University Press. pp. 388-389.
«Fable 50. De patre et filio. (Walter of England - Nevelet)». Aesopica (en latin). Consultado el 16 de enero de 2018.;
McKenzie, Kenneth; Oldfather, William Abbott (1919). «67. D'un père et d'un enfant.». Ysopet-Avionnet : the Latin and French texts. Urbana: University of Illinois. pp. 10, 46, 204-205.
10. ↑  Nichols, John Gough (1855). «Biographical Memoir of Henry Fitzroy, Duke of Richmond». Inventories of the wardrobes, plate, chapel stuff, etc. of Henry Fitzroy, Duke of Richmond, and of the wardrobe stuff at Baynard's Castle of Katharine, Princess Dowager. Camden Miscellany. Vol.3 No.4. London: Camden Society. pp. xxxvii-xlv.
11. 1 2  Nichols, John Gough (1857). «Biographical Memoir of King Edward the Sixth». Literary Remains of King Edward the Sixth: Edited from His Autograph Manuscripts, with Historical Notes and a Biographical Memoir. J. B. Nichols. pp. lxx-lxxiii. Consultado el 18 de enero de 2018.
12. 1 2  Guy, John (25 de abril de 2013). «Ruling from the Grave». The Children of Henry VIII. OUP Oxford. p. 94. ISBN 9780191655944. Consultado el 4 de enero de 2018.
13. ↑  «Bilder aus der deutschen Vergangenheit : die Schlesier und ihr toller Herzog Heinrich. 2.». Die Grenzboten : Zeitschrift für Politik, Literatur und Kunst (en alemán) (Leipzig: Friedrich Ludwig Herbig) 15 (II Semester, IV Band): 106-121 : 116. 1856. «Als Knabe Page des eingesperrten Herzog Friedrich des Vaters und Prügeljunge Friedrich des Sohns, hatte er das wilde Treiben des Liegnitzer Fürstenhofs schon früh aus dem Grunde kennen gelernt und sich in alle Mysterien desselben eingelebt.»
14. ↑  Beddard, Robert (January 1995). «Ham House». History Today 45 (1).
15. 1 2  Burnet, Gilbert (1850). Bishop Burnet's history of his own time : from the restoration of King Charles the second to the treaty of peace at Utrecht, in the reign of Queen Anne 1 (New edición). London: W.S. Orr. p. 39. «Mr. Murray, of the bed–chamber, had been page and whipping–boy to king Charles the First ; and had great credit with him, not only in procuring private favours, but in all his counsels.»
16. ↑  Pritchard, Evelyn (2007). Ham House and its owners through five centuries 1610-2006. Richmond Local History Society. ISBN 9781955071727.
17. ↑  Wesselski 1928 p.126
18. ↑  Gordon, Peter; Lawton, Denis (2003). Royal Education: Past, Present, and Future. Psychology Press. p. 58. ISBN 9780714683867. Consultado el 12 de enero de 2018.
19. ↑  Hunneyball, Paul (2010). «Murray, William (c.1600–1655), of St. Martin-in-the-Fields, Westminster and Ham, Surr.».  En Thrush, Andrew; Ferris, John P., eds. The History of Parliament. The House of Commons 1604-1629. Cambridge University Press. Consultado el 12 de enero de 2018.
20. ↑  Petitfils, Jean-Christian (6 de noviembre de 2014). «La première formation du roi». Louis XV. edi8. p. 52. ISBN 9782262050078. Consultado el 15 de enero de 2018.; Antoine, Michel (11 de octubre de 1989). «Caprices et chagrins». Louis XV (en francés). Fayard. p. 29. ISBN 9782213647814. Consultado el 15 de enero de 2018.
21. ↑  Deffand, Marie Du (1813). «Letter 73: 2 November 1769». Lettres de la marquise du Deffand à Horace Walpole, depuis comte d'Orford, écrites dans les années 1766 à 1780 ; auquelles sont jointes des lettres de madame Du Deffand à Voltaire, écrites dans les années 1775: publiées d'après les originaux déposés à Strawberry-Hill (en francés). Vol.1. Paris: Treustel et Wurtz. p. 348. Consultado el 15 de enero de 2018. «c'est son hussard; je ne sais pas si vous entendez cela; le roi dans son enfance avait un petit hussard qu'on fouettait quand le roi n'avait pas bien dit sa leçon.»; Maugras, Gaston (1907). Le duc de Lauzun et la cour intime de Louis XV (en francés). Paris: Plon. p. 286. Consultado el 15 de enero de 2018.
22. 1 2 3  Dulaure, Jacques-Antoine (1825). «Paris sous Louis XV». Histoire civile, physique et morale de Paris (en francés). Vol.7 (3rd edición). Baudouin Frères. pp. 395-396, fn (1). Consultado el 15 de enero de 2018.
23. ↑  Li, Wenyi (15 de febrero de 2016). «Some Explanations of the 'Haha Juse' in the Qing Dynasty». The Qing History Journal (en chinese) 0 (1): 48-62. ISSN 1002-8587. Archivado desde el original el 11 de enero de 2018. Consultado el 2 de enero de 2020.
24. ↑  Translations of the "Peking Gazette" 1876, reprinted from the "North China Herald". April 1877. p. 4.
25. ↑  Pérez, Joseph (2012). Breve Historia de la Inquisición en España. Barcelona: Crítica. p. 142. ISBN 978-84-08-00695-4.
26. ↑  Mentioned in: Thiselton Dyer 1903 p.307;
Butler, Samuel; Grey, Zachary (1819). Hudibras 1. London: Charles & Henry Baldwyn. p. 120, fn 2.;
The magazine of art vol.6 pp.170–171;
Brewer, E. Cobham (1898). Whipping Boy. Philadelphia: Henry Altemus. Consultado el 12 de enero de 2018.
27. ↑  Coleridge, Hartley; Coleridge, Derwent; Coleridge, Samuel Taylor (1852). Lives of northern worthies. Edward Moxon. p. 172, fn. Consultado el 9 de enero de 2018.
28. ↑  Donne, John (November 2013). «Commentaries: Sermon 7».  En Colclough, David, ed. The Oxford Edition of the Sermons of John Donne. 3: Sermons Preached at the Court of Charles I. Oxford: OUP. p. 367, lines 802–4. ISBN 9780199565481. Consultado el 9 de enero de 2018.
29. ↑  Rowley, Samuel (1874).  Elze, Karl, ed. When you see me, you know me. A chronicle-history. Dessau: E. Barth. pp. 46-50.; Mark H., Lawhorn (2002). «Taking Pains for the Prince: age, Patronage, and Penal Surrogacy in Samuel Rowley's When You See Me, You Know Me».  En Eisenbichler, Konrad, ed. The Premodern Teenager: Youth in Society, 1150-1650. Toronto: Centre for Reformation and Renaissance Studies, Victoria University. pp. 131-150. ISBN 9780772720184. Consultado el 4 de enero de 2018.
30. ↑  «sv whipping-boy». A New English Dictionary on Historical Principles. vol.X pt.II. 17 de mayo de 1923. Wh–Worling p.57 col.3. Consultado el 12 de enero de 2018.; the 1647 citation is reprinted in Trapp, John (1656). «1 Timothy». A Commentary Or Exposition Upon All the Books of the New Testament. London: R.W. for Nath. Ekins. p. 836. Consultado el 10 de enero de 2018.
31. ↑  Lesage, Alain-René (1913). «Book V ; Chapter I : History of Don Raphael».  En Fullerton, William Morton, ed. Gil Blas. George Routledge & Sons. Archivado desde el original el 10 de enero de 2018. Consultado el 12 de enero de 2018.
32. ↑  Scott, Walter (25 de julio de 2014). «Chapter VI». The Fortunes of Nigel. Project Gutenberg.
33. ↑  Bauer & Zirker 2015, ¶41; Twain 2016 Ch.XIV: 'Le Roi est mort'—'vive le Roi.'
34. ↑  Bauer & Zirker 2015, ¶41; Twain 2016,
35. ↑  Bauer & Zirker 2015, ¶41; Twain 2016, Notes: No.8
36. ↑  Fleischman, Sid (1986). The Whipping Boy. Green Willow Books. ISBN 0688062164.
37. ↑  Martin, George R. R. (2005). A Feast for Crows. United States: Bantam Spectra. pp. 344–363. ISBN 055358202X.